# Яковлев, Валентин Алексеевич
Яковлев Валентин Алексеевич (род. 7 мая 1942 г., село Новый Торъял, Новоторъяльский район, Марийская АССР) — советский и российский военачальник, генерал-полковник (24.10.1991).

## Биография
Отец, старший политрук А. Яковлев, участвовал в Великой Отечественной войне и погиб в 1942 году на Волховском фронте. Сам Валентин родился в эвакуации (до войны семья жила на территории современной Псковской области). В 1947 году умерла и мать (последствия ранения от немецкой бомбардировки при эвакуации). Воспитывался в детском доме, затем его оттуда забрали родственники. После окончания школы в 1959 году окончил курсы и работал водителем грузовика.
На военной службе с 1961 года. В 1965 году окончил Ленинградское высшее общевойсковое командное училище имени С. М. Кирова. По окончании училища распределён в морскую пехоту и в 1965 году направлен для прохождения службы на Балтийский флот, служил командиром взвода морской пехоты в 336-м отдельном гвардейском полку морской пехоты. С 1966 года служил в 810-м отдельном полку морской пехоты Черноморского флота, командовал взводом и ротой морской пехоты. В 1966 году лейтенант В. А. Яколев в составе роты морской пехоты принимал участие в первой в истории боевой службе морской пехоты СССР на крейсере «Слава» в Средиземном море (позднее такие службы нёс неоднократно). В 1969 года направлен на учёбу.
В 1972 году окончил Военную академию имени М. В. Фрунзе. С 1972 года продолжал службу в 810-м отдельном полку морской пехоты Черноморского флота: начальник штаба, с июня 1974 по июнь 1978 — командир полка. В разгар арабо-израильской войны 1973 года во главе полка находился на борту кораблей советской Средиземноморской эскадры у берегов Египта и Израиля. С 1978 года — начальник штаба и командир 126-й мотострелковой дивизии Одесского военного округа. С 1980 по 1982 годы опять служил в морской пехоте, будучи командиром 55-й дивизии морской пехоты Тихоокеанского флота.
В 1984 году окончил Военную академию Генерального штаба Вооружённых Сил СССР имени К. Е. Ворошилова. С 1984 года — командир армейского корпуса Одесского военного округа. С 1987 года — военный советник командующего особым Приморским военным районом в Социалистической республике Вьетнам. С 1988 года — начальник управления в Главном управлении кадров Министерства обороны СССР, а с 1991 года — первый заместитель начальника Главного управления кадров Министерства обороны СССР (с 1992 — Российской Федерации). В 1996 году откомандирован в государственные органы с сохранением в кадрах Вооружённых Сил: военный инспектор Государственной военной инспекции Администрации Президента Российской Федерации. В 1998 году покинул должность и уволен в запас с военной службы по личному рапорту с связи с несогласием с проводимыми в войсках мероприятиями, отрицательно сказывавшимися на боеготовности войск.
В. А. Яковлев неоднократно выполнял задачи по несению боевой службы в Средиземном море и выполнял интернациональный долг «в горячих точках» мира: Афганистан, Вьетнам, Египет.
После увольнения в запас активно занялся общественной и ветеранской работой. Ещё в 1995 году при его активном участии была создана общественная организация «Клуб морских пехотинцев». Затем это объединение ветеранов морской пехоты и участников боевых действий расширяло свои рамки: в 1997 году В. Яковлев избран Президентом Московской общественной организации морских пехотинцев «Сатурн», в 2001 году — Президентом Межрегиональной общественной организации морских пехотинцев «Тайфун», в 2006 году — Президентом Всероссийской общественной организации морских пехотинцев «Тайфун». Одновременно с ноября 2016 года состоит членом Совета Общероссийской общественной организации Ветеранов Вооружённых Сил Российской Федерации.

## Награды
- ордена « За службу Родине в Вооружённых силах СССР» II и III степеней
- медали СССР и России
- многочисленные ведомственные и общественные медали